# كوبا بيرو 2006
كوبا بيرو 2006 (بالإسبانية: Copa Perú 2006)‏ هو الموسم 34 من كوبا بيرو ‏. فاز فيه Total Chalaco ‏.